# Гипантий

Цветок Шиповник собачий|шиповника (Rosa canina) в разрезе

Гипантий (от греч. ύπο — «внизу» и άνθος — «цветок») — часть цветка, особая структура нижних частей покрова и андроцея, которая образуется у некоторых растений в результате расширения цветоложа и срастания с ним цветочной трубки (сросшихся оснований листочков околоцветника и тычинок), при этом цветоложе формирует лишь самую нижнюю часть гипантия.
Некоторые исследователи считают, что в формировании гипантия принимает участие только цветочная трубка.
Форма гипантия может быть разнообразной и иногда участвовать в образовании плода (например, цинародий, сборный плод шиповника, состоит из орешков, находящихся внутри бокаловидного гипантия). Гипантий характерен для представителей семейств розовых, крыжовниковых, камнеломковых, бобовых.